# Inga (langue)
Pour les articles homonymes, voir Inga.
L’inga est une variaté du kichwa et une langue quechua parlée en Colombie par les Inga.